# Сивельи, Лусиано
Лусиано Сивельи (исп. Luciano Civelli; родился 6 октября 1986 года, Буэнос-Айрес, Аргентина) — аргентинский футболист, вингер.
Старший брат Лусиано — Ренато, также профессиональный футболист.

## Клубная карьера
Сивельи начал карьеру в клубе «Банфилд». В 2006 году он дебютировал в аргентинской Примере. 8 марта 2007 года в поединке против «Лануса» Лусиано забил свой первый гол за «Банфилд». В начале 2009 года Сивельи перешёл в английский «Ипсвич Таун», подписав контракт на три года. Сумма трансфера составила 1 млн фунтов. 14 февраля в матче против «Блэкпула» он дебютировал в Чемпионшипе. В марте того же года Лусиано получил тяжелейшую травму колена. Восстановление заняло почти два года и потребовало нескольких операций. Летом 2011 года Сивельи расторг контракт с «Ипсвичем» по обоюдному согласию.
В августе того же года Лусиано присоединился к парагвайскому «Либертаду». 16 августа в матче против столичной «Олимпии» он дебютировал в парагвайской Примере. В этом же поединке Сивельи сделал «дубль», забив свои первые голы за «Либертад». В 2012 году в матчах Кубка Либертадорес против эквадорского «Эль Насьоналя» и перуанского «Альянса Лима».
Летом 2012 года Сивельи перешёл в чилийский «Универсидад де Чили». 21 июля в матче против «Депортес Икике» он дебютировал в чилийской Примере. 15 сентября в поединке против «Рейнджерс» из Тальки Лусиано забил свой первый гол за «Универсидад де Чили». 12 апреля 2013 года в матче Кубка Либертадорес против венесуэльского «Депортиво Лара» он забил гол. В том же году Сивельи помог клубу завоевать Кубок Чили. В начале 2015 году Лусиано вернулся в родной «Банфилд».

## Достижения
«Универсидад де Чили»
- Обладатель Кубка Чили: 2012/13